# Ranunculus bipinnatus
Ranunculus bipinnatus är en ranunkelväxtart som beskrevs av Carlos Pau och Font Quer. Ranunculus bipinnatus ingår i släktet ranunkler, och familjen ranunkelväxter. Inga underarter finns listade i Catalogue of Life.